# 孫恩 (孫呉)
孫 恩（そん おん、? - 259年）は、中国三国時代の呉の武将。曾祖父は孫静。祖父は孫暠。父は孫綽。叔父は孫超・孫恭。従兄は孫峻・孫憲。兄は孫綝。兄弟は孫拠・孫幹・孫闓。

## 生涯
太平2年（257年）、呉帝孫亮が親政するようになると、仮節・大将軍・永寧侯の孫綝は何度も問責を受けるようになったため、建業に帰還後も参内しないようにしていた。孫綝は朱雀橋の南に私邸を造営し、弟の威遠将軍の孫拠に蒼龍門内で宿営に当たらせ、さらに武衛将軍の孫恩・偏将軍の孫幹・長水校尉の孫闓を都の軍営に配置し、朝政を牛耳って保身を図ろうとした。
翌太平3年（258年）9月、孫亮は孫綝の専横に業を煮やし、全尚・全公主・将軍の劉承らと謀り、孫綝を誅殺しようと計画した。しかし計画は孫綝に漏れ、孫綝は兵を差し向けて全尚を捕えると共に、孫恩を遣わして劉丞を蒼龍門外で攻め殺した。孫綝は大臣を宮門の所に呼び集めると、孫亮を退位させて会稽王にすると宣言した。
同年10月、孫綝が孫亮を廃して孫休を皇帝にするとき、孫恩は丞相代行として百官を率いて孫休を出迎えている。
孫休は孫綝を丞相・荊州牧に任じ、5県の封邑を追加した。孫恩は御史大夫・衛将軍、孫拠は右将軍に任じられ、共に県侯に封じられた。孫幹は雑号将軍となり、亭侯に封じられた。孫闓も亭侯となった。孫綝の一族から5人の侯が出るようになり、それぞれが近衛兵を率いたため、孫綝の権勢は主君を凌ぐものとなっていったという。
また、孫休は孫綝からの牛酒の献上を受け取らなかったことがあり、孫綝はこれを持ち帰り左将軍の張布の元を訪れ、酒がまわると「少主孫亮を廃したとき、多くの者が私自身が帝位につくようにと勧めたのであった。しかし私は、いまの陛下が賢明であるということから、帝位にお迎えした。陛下は、私がおらねば位に即けなかったのだ。それであるのに、いま献上しようとした物を突き返された。これでは一般の臣下とまったく同じ待遇ではないか。もう一度、改めて廃立のことを行なわねばなるまい」と恨み言を述べた。張布はこの言葉を孫休に伝えた。孫休は、心中に孫綝を不快に思ったが、それを表面に表せば孫綝が変事を起こすであろうことを惧れて、逆に孫綝にしばしば賞賜を与え、同時に孫恩に侍中の官を与え、孫綝と分担して公文書の決裁にあたらせた。一方でひそかに孫綝を誅殺する計画を練った。
永安元年12月（259年1月）、孫休が丁奉・張布らと共に孫綝を誅殺すると、孫恩ら孫綝の一族も全員殺害された。